# Orao klokotaš
Orao klokotaš (Aquila clanga) je srednje veliki orao iz roda pravih orlova i porodice jastrebova (Accipitridae). 

## Opis
Orao klokotaš je najsličniji orlu kliktašu, od kojega je nešto veći. Dostiže dužinu od 59 do 71 cm, raspon krila je od 157 do 179 cm, a tjelesna masa mu je od 1,6 do 2,5 kilograma. Srednje je veličine sa širokim krilima koja završavaju dugim perima i ima mali kljun.

## Stanište
Orao klokotaš je ptica selica i glavno stanište su mu istočna Europa i Rusija, dok zimuje u sjeveroistočnoj Africi i južnoj i jugoistočnoj Aziji. U Europi je orao klokotaš jedna od najugroženijih ptica grabljivica. Na području Europe, bez Rusije, gnijezdi se tek 70 parova, i to uglavnom u Poljskoj. Od 1994. godine se nalazi na IUCN-ovom crvenom popisu ugroženih vrsta.

## Drugi projekti
|  | Zajednički poslužitelj ima stranicu o temi Clanga clanga    |
|  | Zajednički poslužitelj ima još gradiva o temi Clanga clanga |
|  | Wikivrste imaju podatke o taksonu Clanga clanga             |